# Джоанна (настоятельница)
Джоанна (XII век — неизвестно) — монахиня XII века, настоятельница немецкого монастыря Лотен.
Джоанна известна своими гобеленами. Примерно в 1200 году Джоанна вместе с двумя монахинями, Алхейдис и Реглиндис, соткала серию гобеленов. Они были высоко оценены, описаны как блестящие. Сцены, изображенные на гобелене, рассказывают историю монастыря.
Её имя включено в композицию «Этаж наследия» Джуди Чикаго.